# Себастиан Бурде
Себастиа̀н Бурдѐ (на френски: Sébastien Bourdais) е френски автомобилен състезател, пилот от Формула 1. Четирикратен Световен шампион в автомобилните серии Чемп Кар (2004 – 2007), един от най-успешните пилоти, състезавали се в тези серии.

## Биография

### Картинг
Роден е на 28 февруари 1979 година в град Льо Ман, Франция, в семейство с традиции в автомобилните състезания (баща му Патрик се състезава в кръгове от Туринг шампионати турнета коли, планински състезания и др. състезания със спортни автомобили). Бурде започва кариерата си като състезател, когато е на 10-годишна възраст, в картинг състезания. В началото на 90-те години на ХХ век, той се състезава в различни картинг първенства, печели „Maine Bretagne League“ през 1991 година, както и „Cadet France“ през 1993 година. Бурде е част от екипа „SOLOGNE Karting“, спечелил през 1996 г. 24-те часа на Льо Ман – картинг надпревара, на пистата „Ален Прост“, карайки шаси на „Мерлин“, задвижвано от агрегат „Atomic“.

### Джуниър формули
Себастиан продължава да се състезава в едноместни автомобилни състезания през 1995 г., завършвайки 9-и във „Formula Campus Championship“. След това прекарва две цели години във френската Формула Рено, като в крайна сметка завършва на второ място в шампионата през 1997 г., печелейки четири състезания и пет пол позишъна. През 1998 г. печели пет състезания и става „Новобранец на годината“ (6-о място в крайното класиране) във френската Формула 3. Спечелва безапелационно същия шампионат през 1999 г., с осем победи и три първи позиции на старта.

### Формула 3000
След успехите си в по-малките формули, Бурде се присъединява към „Прост Джуниър Тим“ в международното първенство „Formula 3000“. Завършва девети в сериите (с един пол позишън и най-високо класиране – второ място). През 2001 г. Себастиан се премества в отбора от Формула 3000 – „DAMS“ и още същата година печели първата си победа в сериите, на пистата Силвърстоун, Великобритания. На следващата година отново сменя екипа, като през сезон 2002 се състезава за големия тим на Супер Нова Рейсинг, с чиято състезателна кола печели три победи и седем първи позиции. Побеждава италианския пилот Джорджо Пантано в първенството, с разлика от две точки, и след като чешкия състезател Томаш Енге, който имаше най-много точки, но беше наказан поради липса на нарко тест.

### Чемп Кар
Следвайки стъпките на завършилите кариерата си във F3000 (като Хуан Пабло Монтоя и Бруно Жанкуейра), Бурде преминава в задокеанския шампионат Чемп Кар, започвайки да се състезава за Нюман/Хаас Рейсинг, през 2003 г. В първото си състезание, проведено на пистата в град Сейнт Питърсбърг, Флорида, САЩ, Бурде става първият новобранец, след Найджъл Менсъл през 1994 г., който печели пол-позишън в първото си състезание. Въпреки първото място на старта, завършвайки 11-и. Води начело на колоната в продължение на 95 обиколки, по пътя към първата си победа в Чемп Кар, на пистата Брандс Хетч, последвана от втора на германската писта Евроспидуей Лаузиц.
До края на сезона, спечелва още пет подиума, включително и първа позиция на старта и състезанието в Кливланд. Става „Новобранец на годината“ и завършва 4-ти в крайното класиране.
Оставайки в тима на Нюман-Хаас през 2004 г., Бурде доминира в Чемп Кар със седем победи и осем първи позиции, постигнати със спонсорираните от хранителния гигант McDonald's болиди Лола. Освен че спечелва първата си ститла, Бурде показва постоянство, завършвайки в 10 от 14 състезания и спечелва с 28 точки повече от съотборника си Бруно Жанкуейра.
Себастиан защитава успешно титрлата си през 2005 г., като печели пет победи в шест състезания в края на сезона, отново с тима на Нюман-Хаас. През месец май завършва 12-и, в първото си състезание Индианаполис 500.
Спечелва трета поредна титла през 2006 година. Този сезон Бурде започва с четири последователни победи в: Лонг Бийч, Хюстън, Монтерей, и Милуоки.
Бурде става четирикратен шампион през 2007 година, но вече желае да се състезава във Формула 1. През годината прави неофициални тестове в Европа, с екипа на Скудерия Торо Росо.

### Формула 1
През 2002 г., Бурде прави първия си тест с екипа Ероуз от Формула 1. Подписва договор за пилот, но екипа е на ръба на банкрута. През декември той тества за Рено на пистата Херес, но от Рено предпочитат да ползват услугите на друг французин за тест пилот – Франк Монтани.
Завръща се във Формула 1 през 2007 г., след като приема да направи тестове за Скудерия Торо Росо. На 10 август 2007 година е обявено, че Бурде ще бъде титулярен пилот в екипа на Торо Росо през 2008 г., където ще замени Витантонио Луици и ще партнира със Себастиан Фетел.
На 16 март 2008 г., Бурде прави своя официален дебют в състезанието за Голямата награда на Австралия, на пистата Албърт Парк, Мелбърн. След като в квалификациите заема 17-а позиция, той се възползва от множеството грешки на другите пилоти, по време на първото състезание с болиди без тракшън контрол във Формула 1 от 2001 г. Движи се на четвърто място, но поради проблеми с техниката отпада само три обиколки преди края. все пак остава осми в класирането. След края на състезанието му е присъдена седма позиция, поради дисквалификация на Рубенс Барикело.
Себастиен заема девето място в Голямата награда на Белгия. По време на състезанието той бързо преминава на по-предни места, достигайки пета позиция, като има шанс дори да се качи на подиума. В хаотичната последна обиколка, завършва на седма позиция. След състезанието Бурде е в сълзи след резултата. Това е най-добрия състезателен уикент за французина след Мелбърн.
Себастиан се квалифицира на четвъртото място в състезанието на Голямата награда на Италия. При подреждането на старта, болида на Бурде има проблем с включването на първа предавка, и той трябва да стартира от пит лейна (състезанието започва зад кола на сигурност, заради мократа писта).
В старта за Голямата награда на Япония той завършва шести, но е наказан с 25-секундна санкция, за сблъсък с Фелипе Маса, което го изхвърля извън зоната на точките, но 99% от експертите смятат, че не заслужава наказание.
През 2009 г= представянето и на Торо Росо и на Бурде е много слабо. Бурде и съотборникът му постоянно се борят за да се класират за втората фаза на квалификациите, но техниката не им позволява по-добро пресктавяне. Поради постоянните класирания на последните места в състезанията, на 16 юли 2009 година, от екипа на Торо Росо обявяват, че Бурде няма повече да се състезава за Торо Росо и ще бъде освободен. За предстоящото състезание за Голямата награда на Унгария (2009) на негово място в болида ще седне младият испанец Хайме Алгерсуари. Веднага след като е освободен Бурде обявява на пресконференция, че ще съди Торо Росо за нарушаване на договора и за обезщетение от 2.1 млн. щ.долара.

### 24 часа на Льо Ман
Бурде често участва в старта на едно от най-известните състезания със спортни автомобили – 24 часа на Льо Ман, състезание което се провежда по улиците на родния му град Льо Ман, Франция. За първи път участва през 1999 година (само на 20 години), с Порше 911 GT2, партнирайки си с двама известни френски пилоти Пиер дьо Тоиси и бившия пилот от Формула 1 – Жан-Пиер Жарие. След навъртяни 134 обиколки отпадат поради загуба на мощност.
През 2000 година се завръща отново, като завършва на четвърто място в партньорство на Еманюел Клерико и Оливие Груалар и зад волана на един от най-известните тимове – Пескароло Рейсинг (завършват на четвърто място зад трите доминиращи болиди на Ауди).
Неговите следващите три изяви не са успешни. Зад волана на „Кураж C60“, заедно с Жан-Кристоф Булион и Лоран Редон през 2001 г., но отпадат след 271 обиколки. Кара същия модел и през следващата година, завършвайки девети в класа си, заедно с Жан-Кристоф Булион и Франк Лагорс.
Пропуска 2003 г., но се завръща през 2004 г., кара заедно с Николас Минасян и Еманюел Колар, но отпадат след 282 обиколки.
Участва в екип със Стефан Саразен и Педро Лами през 2008 година, зад волана на заводското Пежо 908. Завършват втори след Ауди R10 TDi.
Във втория си опит да покори Льо Ман, като част от екипа на заводския тим на Пежо 908, през 2009 г., той завършва на второ място, една обиколка зад втирия болид на Пежо 908.

### Кариера
| Сезон | Серии                                  | Тим                       | Състезания | Първи позиции | Победи | Точки | Класиране |
| ----- | -------------------------------------- | ------------------------- | ---------- | ------------- | ------ | ----- | --------- |
| 1995  | Френски шампионат Формула Рено         | ?                         | ?          | 0             | 0      | ?     | 9         |
| 1996  | Френски шампионат Формула Рено         | ?                         | ?          | 0             | 0      | ?     | 7         |
| 1997  | Френски шампионат Формула Рено         | La Filière                | 18         | 5             | 4      | 172   | 2         |
| 1998  | Френски шампионат Формула 3            | La Filière                | 22         | 0             | 0      | 98    | 6         |
| 1998  | Френски шампионат Формула 3            | La Filière                | 1          | 0             | 0      | 0     | БК        |
| 1998  | Голяма награда на Макао                | Екип дьо Франс            | 1          | 0             | 0      | N/A   | БК        |
| 1998  | Мастърс Формула 3                      | ?                         | 1          | 0             | 0      | N/A   | 20        |
| 1999  | Френски шампионат Формула 3            | La Filière                | 20         | 3             | 8      | 229   | 1         |
| 1999  | 1999 24-те часа на Льо Ман             | Ларбре Компетишън (GTS)   | 1          | 0             | 0      | N/A   | БК        |
| 1999  | Голяма награда на Макао                | Екип дьо Франс            | 1          | 0             | 0      | N/A   | БК        |
| 1999  | Мастърс Формула 3                      | ?                         | 1          | 0             | 0      | N/A   | 10        |
| 2000  | Формула 3000                           | Прост Гранд При           | 10         | 1             | 0      | 9     | 9         |
| 2000  | 24-те часа на Льо Ман                  | Пескароло Спорт (LMP 900) | 1          | 0             | 0      | N/A   | 4t        |
| 2001  | 1999 Формула 3000                      | ДАМС                      | 12         | 1             | 1      | 26    | 4         |
| 2001  | 24-те часа на Льо Ман                  | Пескароло Спорт (LMP 900) | 1          | 0             | 0      | N/A   | 4         |
| 2001  | ФИА Спортскар чемпиъншип               | Пескароло Спорт (SR1)     | 2          | 0             | 0      | 0     | БК        |
| 2002  | Формула 3000                           | Супер Нова Рейсинг        | 12         | 6             | 3      | 56    | 1         |
| 2002  | 24-те часа на Льо Ман                  | Пескароло Спорт (LMP 900) | 1          | 0             | 0      | N/A   | 10        |
| 2002  | ФИА Спортскар чемпиъншип               | Пескароло Спорт (SR1)     | 3          | 1             | 2      | 55    | 4         |
| 2003  | КАРТ Световни серии                    | Нюман/Хаас Рейсинг        | 18         | 5             | 3      | 159   | 4         |
| 2004  | Чемп Кар Световни серии                | Нюман/Хаас Рейсинг        | 14         | 8             | 7      | 369   | 1         |
| 2004  | 24-те часа на Льо Ман                  | Пескароло Спорт (LMP1)    | 1          | 0             | 0      | N/A   | БК        |
| 2005  | Чемп Кар Световни серии                | Нюман/Хаас Рейсинг        | 13         | 6             | 5      | 348   | 1         |
| 2005  | XXIX Състезание на шампионите          | N/A                       | 4          | 2             | 1      | 46    | 5         |
| 2005  | Индикар Рейсинг Лийг                   | Нюман/Хаас Рейсинг        | 1          | 0             | 0      | 18    | 28        |
| 2005  | Американски Льо Ман Серии              | Ларбре Компетишън (GTS)   | 1          | 0             | 0      | 0     | БК        |
| 2005  | РОЛЕКС Спортс Кар Серии                | Силвъвстоун Рейсинг       | 1          | 0             | 0      | 6     | 89        |
| 2006  | Чемп Кар Световни Серии                | Нюман/Хаас Рейсинг        | 14         | 6             | 7      | 387   | 1         |
| 2006  | КОНИ Челъндж                           | ?                         | 1          | 0             | 0      | 24    | 80        |
| 2007  | Чемп Кар Световни Серии                | Нюман/Хаас Рейсинг        | 14         | 6             | 8      | 364   | 1         |
| 2007  | 24-те часа на Льо Ман                  | Пежо Тотал Тим            | 1          | 1             | 0      | N/A   | 2         |
| 2008  | Световен шампионат на Формула 1 (2008) | Скудериа Торо Росо        | 18         | 0             | 0      | 4     | 17        |